# Maria Jolanta Sołtysik
Maria Jolanta Sołtysik – polska architekt i historyk architektury.

## Życiorys
Pochodzi z Gdyni, a jej rodzina związana jest z tym miastem od 1927 r.. W 1972 r. ukończyła architekturę na Wydziale Architektury Politechniki Gdańskiej, w 1988 obroniła doktorat, w 2005 habilitację, a w 2016 otrzymała tytuł naukowy profesora.
Specjalizuje się w historii oraz ochronie architektury i urbanistyki XX wieku, w szczególności Gdyni i Pomorza Gdańskiego. Jest autorką prac badawczo-projektowych dotyczących rewaloryzacji zespołów pałacowo-parkowych, m.in. w Kolibkach i Małym Kacku, zespołów miejskich oraz obiektów użyteczności publicznej, jak np. dworca Gdynia Główna czy dawnego Dworca Morskiego.
W latach 1994–2002 była kierownikiem Zakładu Historii Architektury i Konserwacji Zabytków Wydziału Architektury PG, a od 2009 roku pełni funkcję kierownika Katedry Historii, Teorii Architektury i Konserwacji Zabytków.
Jest członkiem Stowarzyszenia Architektów Polskich, polskiej sekcji DOCOMOMO, Stowarzyszenia Konserwatorów Zabytków oraz Komitetu Architektury i Urbanistyki Polskiej Akademii Nauk.

## Odznaczenia i nagrody
- 1995 - Nagroda Ministra Kultury i Sztuki
- 1997 - Nagroda Ministra Gospodarki Przestrzennej i Budownictwa
- 2004 - Nagroda Konserwatorska im. Prof. Jerzego Stankiewicza
- 2004 - Nagroda Artystyczna Prezydenta Miasta Gdyni
- 2007 - Nagroda indywidualna Rektora Politechniki Gdańskiej III stopnia
- 2007 - Nagroda Ministra Budownictwa
- 2017 - Nagroda indywidualna Rektora Politechniki Gdańskiej I stopnia[5]
- 2019 - Srebrny Medal „Zasłużony Kulturze Gloria Artis”[6]
- 2019 - Nagroda zespołowa Rektora Politechniki Gdańskiej III stopnia[5]

## Publikacje
- Maria Sołtysik: Gdynia – miasto dwudziestolecia międzywojennego. Urbanistyka i architektura. Warszawa: PWN, 1993. ISBN 83-01-11242-5. Brak numerów stron w książce
- Maria Jolanta Sołtysik: Na styku dwóch epok. Architektura gdyńskich kamienic okresu międzywojennego. Gdynia: Wydawnictwo Alter Ego Sławomir Kitowski, 2003. ISBN 83-916343-2-9. Brak numerów stron w książce
- Maria Jolanta Sołtysik: Orłowo – perła międzywojennej Gdyni. Dzieje i architektura. Gdynia: Wydawnictwo Alter Ego Sławomir Kitowski, 2013. ISBN 978-83-916343-8-7. Brak numerów stron w książce
- Sławomir Kitowski, Maria Jolanta Sołtysik: Orłowo. Dzieje, krajobraz, architektura. Perła międzywojennej Gdyni. Gdynia: Wydawnictwo Alter Ego Sławomir Kitowski, 2014. ISBN 978-83-916343-8-7. Brak numerów stron w książce